# NXT Championship
NXT Championship este un campionat mondial de wrestling creat de compania americană de wrestling WWE pentru brandul NXT. Introdus pe 1 iulie 2012, este campionatul de top al NXT. Seth Rollins a fost campionul inaugural. Actualul campion este AdamCole
Campionatul a fost introdus pentru prima dată în ediția de 1 iulie 2012 a NXT, când comisarul NXT, Dusty Rhodes, a anunțat un turneu "Gold Rush", care a implicat patru luptători din lista NXT și patru luptători din rosterul principal care concurează pentru a fi încoronat ca campion NXT într-un turneu, înlocuind Campionatul FCW Florida Heavyweight Championship, care a fost dizolvat în aceeași lună. Primul campion NXT a fost încoronat pe 26 iulie 2012 (difuzat pe 29 august), iar Seth Rollins l-a învins pe Jinder Mahal în finala turneului. La 19 noiembrie 2016, la NXT TakeOver: Toronto, Samoa Joe a devenit primul luptător care a reușit să câștige centura mai mult de o singură dată.
La sfârșitul săptămânii WrestleMania 2017, toate centurile din NXT au fost reproiectate. Noile centuri au fost dezvăluite la NXT TakeOver: Orlando în aceeași noapte și oferite câștigătorilor meciurilor respective. În concordanță cu campionatele de top ale listei principale, noul design include plăci laterale amovibile cu sigla WWE ca plăci standard, care sunt personalizate pentru fiecare campion.

## Campioni
| No. | Luptător           | Deținere | Dată              | Zile | Event                      | Note |
| --- | ------------------ | -------- | ----------------- | ---- | -------------------------- | --- |
| 1   | Seth Rollins       | 1        | 26 iulie 2012     | 133  | NXT                        | L-a învins pe Jinder Mahal în finala unui turneu devenind campionul inaugural. |
| 2   | Big E Langston     | 1        | 6 decembrie 2012  | 153  | NXT                        | A fost un meci fără descalificări |
| 3   | Bo Dallas          | 1        | 23 mai 2013       | 280  | NXT                        | |
| 4   | Adrian Neville     | 1        | 27 februarie 2014 | 287  | NXT Arrival                | A fost un Ladder match |
| 5   | Sami Zayn          | 1        | 11 decembrie 2014 | 62   | NXT TakeOver: R Evolution  | A fost un meci titlu vs carieră |
| 6   | Kevin Owens        | 1        | 11 februarie 2015 | 143  | NXT TakeOver: Rival        | |
| 7   | Finn Bálor         | 1        | 4 iulie 2015      | 292  | The Beast in the East      | |
| 8   | Samoa Joe          | 1        | 21 aprilie 2016   | 121  | House show                 | |
| 9   | Shinsuke Nakamura  | 1        | 20 august 2016    | 91   | NXT TakeOver: Brooklyn II  | |
| 10  | Samoa Joe          | 2        | 19 noiembrie 2016 | 14   | NXT TakeOver: Toronto      | |
| 11  | Shinsuke Nakamura  | 2        | 3 decembrie 2016  | 56   | NXT                        | |
| 12  | Bobby Roode        | 1        | 28 ianuarie 2017  | 203  | NXT TakeOver: San Antonio  | |
| 13  | Drew McIntyre      | 1        | 19 august 2017    | 91   | NXT TakeOver: Brooklyn III | |
| 14  | Andrade Cien Almas | 1        | 18 noiembrie 2017 | 140  | NXT TakeOver: WarGames     | |
| 15  | Aleister Black     | 1        | 7 aprilie 2018    | 102  | NXT TakeOver: New Orleans  | |
| 16  | Tommaso Ciampa     | 1        | 18 iulie 2018     | 238  | NXT                        | |
| —   | Vacantă            | —        | 13 martie 2019    | —    | NXT                        | Ciampa a lăsat centura vacantă după o accidentare la gât. |
| 17  | Johnny Gargano     | 1        | 5 aprilie 2019    | 58   | NXT TakeOver: New York     | L-a învins pe Adam Cole 2-1 într-un two out of three falls match câștigând centura vacantă. |
| 18  | Adam Cole          | 1        | 1 iunie 2019      | 396  | NXT TakeOver: XXV          | |
| 19  | Keith Lee          | 1        | 1 iulie 2020      | 52   | The Great American Bash    | |
| 20  | Karrion Kross      | 1        | 22 august 2020    | 4    | TakeOver XXX               | |
| —   | Vacantă            | —        | 26 august 2020    | —    | NXT                        | Kross a lăsat centura vacantă după ce a suferit o fractură la claviculă. |
| 21  | Finn Bálor         | 2        | 8 septembrie 2020 | 212  | Super Tuesday II           | A fost un meci fatal four-way iron man match de 60 de minute pentru campionatul vacant care a avut loc în episodul din 1 septembrie al NXT Super Tuesday într-e Bálor, Adam Cole, Tommaso Ciampa și Johnny Gargano, dar meciul s-a încheiat cu o egalitate într-e Bálor și Cole. Directorul general din NXT, William Regal, a programat apoi un meci într-e cei doi pentru săptămâna următoare, în care Bálor l-a învins pe Cole pentru a câștiga titlul vacant. |
| 22  | Karrion Kross      | 2        | 8 aprilie 2021    | 136  | TakeOver: Stand & Deliver  | |
| 23  | Samoa Joe          | 3        | 22 august 2021    | 12+  | TakeOver 36                | |